# Casas-Ibáñez
Casas-Ibáñez är en kommun i Spanien.   Den ligger i provinsen Provincia de Albacete och regionen Kastilien-La Mancha, i den centrala delen av landet, 230 km sydost om huvudstaden Madrid. Antalet invånare är 4 843.